# Ламберт Авиньонский
Ламберт Авиньонский (Франсуа; 1487—1530) — один из крупных деятелей Реформации.
Был сначала монахом, но, познакомившись с сочинениями Лютера, удалился в Швейцарию и после диспута с Цвингли, на котором признал себя побеждённым, обнародовал в Эйзенахе 139 тезисов в духе протестантства. Его обращению в протестантизм содействовал также и Лютер. По просьбе последнего Ламберт читал экзегетические лекции в Виттенбергском университете, переводил трактаты реформаторов на французский и итальянский языки, выпустил книгу в защиту своего ухода из монастыря (февраль 1523 г.) и комментарий на устав миноритов, к которому Лютер написал предисловие (март 1523 г.). Выступал за превращение монастырей в школы. В Виттенберге 15 июля 1523 г. он женился на саксонке.
По приглашению нескольких сторонников Реформации отправился в Мец (март 1524 г.), откуда обратился с посланием к королю Франции, рекомендуя ему Реформацию и требуя публичного диспута, но клир не согласился на это, и городские власти посоветовали ему покинуть Мец. Тогда он направился в Страсбург (апрель 1524 г.), где был тепло принят Буцером, получил от городских властей гражданство, и где имел большой успех как проповедник и полемист против католичества. 
Ламберт был ведущим деятелем синода в Гомберге, созванным Филиппом Гессенским 20 октября 1526 г. с целью обсуждения возможности проведения Реформации в Гессене. По просьбе ландграфа подготовил для синода 158 тезисов, как основу реформы учения, поклонения и дисциплины. Основные идеи реформы были таковы. Все, что искажено, должно быть подвергнуто реформе на основании Слова Божьего. Слово Бога — единственное правило веры и жизни. Все истинные христиане — священники, и они образуют церковь. Они обладают правом самоуправления, могут вводить дисциплинарные меры. Епископы (то есть пасторы) избираются и  содержатся общиной, диаконы помогают им в повседневных делах. Правление церкви в целом — это синод, который должен собираться ежегодно. В него входят пасторы и представители мирян из всех приходов. Три человека, назначаемые сначала князем, а потом синодом, должны посещать каждую церковь не реже раза в год, опрашивая, рукополагая и утверждая  кандидатов. Папистов и еретиков не следует терпеть, их надо изгонять из страны. В Марбурге надо учредить школу для подготовки служителей. 
На основании этих принципов комиссия синода за три дня подготовила  церковную конституцию, автором которой, без сомнений, в основном был сам  Ламберт. Однако эта конституция осталась только на бумаге. Ландграфу она понравилась, но Лютер, с которым тот  посоветовался, рекомендовал отложить ее исполнение. Он не возражал против  принципов, но думал, что время и люди еще не созрели и что законы, опережающие общественное мнение, редко приносят успех.
В 1527 Ламберт был назначен профессором экзегетики в Марбургском университете. Принимал участие в Марбургском диспуте 1529 г. между Лютером и Цвингли о таинстве евхаристии. И если до диспута он был лютеранином, то теперь он не смог не признать силу аргументов противоположной стороны: "Я  твердо решил, — писал он другу вскоре после встречи, — не слушать слов людей и не позволять им влиять на меня, но быть подобным чистому листу, на котором Божий перст пишет Свои истины. Он запечатлел в моем сердце те учения, которые Цвингли вывел из Слова Божьего". 
Его сочинения отличаются больше изяществом речи и душевной силой, чем глубиной мысли.